# Potokî, Kremenciuk
Potokî (în ucraineană Потоки) este localitatea de reședință a comunei Potokî din raionul Kremenciuk, regiunea Poltava, Ucraina.

## Demografie
Componența lingvistică a localității Potokî
     Ucraineană (92,14%)
     Rusă (7,29%)
     Alte limbi (0,23%)
Conform recensământului din 2001, majoritatea populației localității Potokî era vorbitoare de ucraineană (92,14%), existând în minoritate și vorbitori de rusă (7,29%).